# Островітянов Костянтин Васильович
Костянтин Васильович Островітянов (30 травня 1892, село Бички Тамбовського повіту Тамбовської губернії, тепер Тамбовської області, Російська Федерація — 9 лютого 1969, місто Москва) — радянський державний діяч, вчений, директор Інституту економіки Академії наук СРСР, віцепрезидент Академії наук СРСР. Кандидат у члени ЦК КПРС у 1952—1961 роках. Доктор економічних наук (1936), професор. Член-кореспондент Академії наук СРСР по відділенню суспільних наук (економіка) (з 28.01.1939). Академік Академії наук СРСР по відділенню економічних, філософських і правових наук (політична економія) (з 23.10.1953). Дійсний член Чехословацької Академії наук (з 1957). 

## Життєпис
Народився в родині сільського священника.
У 1912 році закінчив Тамбовську духовну семінарію. У 1912 році вступив до Київського комерційного інституту, через рік перевівся до Московського комерційного інституту, який закінчив у 1917 році.
Член РСДРП(б) з 1914 року.
У 1916 році обирався членом підпільного Московського комітету РСДРП(б). Був заарештований і до лютого 1917 року перебував у в'язниці в Москві.
З жовтня 1917 року — секретар Замоскворецького військово-революційного комітету міста Москви.
У 1917—1918 роках працював секретарем заводського комітету, завідувачем відділу народної освіти.
У 1918—1921 роках — секретар Замоскворецького районного комітету РКП(б) міста Москви, секретар Бауманського районного комітету РКП(б) міста Москви, член бюро Московського міського комітету РКП(б).
Наприкінці 1921 року перейшов на науково-педагогічну роботу. Викладав у Партійній школі, працював в Інституті економіки Академії наук СРСР. У 1928 році в співавторстві з І.Лапідусом підготував і опублікував перший в країні фундаментальний двотомний підручник політичної економії. У 1930—1940 роках викладав у Московському кредитно-економічному інституті. Голова Експертної комісії з політекономії Комітету у справах вищої школи при РНК СРСР.
Одночасно у 1930—1936 роках — вчений секретар Комуністичної Академії при ЦВК СРСР.
У 1936—1946 роках — керівник сектора Інституту економіки Академії наук СРСР.
У 1943—1953 роках — завідувач кафедри політичної економії економічного факультету Московського державного університету імені Ломоносова.
У 1946—1953 роках — директор Інституту економіки Академії наук СРСР.
У 1948—1954 роках — головний редактор журналу «Вопросы экономики».
У 1949—1953 роках — в.о. академіка-секретаря Відділення економічних, філософських і правових наук Академії наук СРСР.
У 1953—1963 роках — головний редактор журналу «Вісник АН СРСР».
26 жовтня 1953 — 29 червня 1962 року — віцепрезидент Академії наук СРСР.
У 1966—1967 роках — голова бюро Наукової ради з проблеми «Економічні закономірності розвитку соціалізму і його переростання в комунізм».
Разом з Д. Т. Шепіловим очолив групу авторів і редакторів підручника «Політична економія» (1954), написаного на основі «вказівок товариша Сталіна». Головний редактор тритомної «Історії Академії наук СРСР» (1960—1969). Опублікував понад 300 наукових праць.
Іноземний член багатьох зарубіжних академій, почесний доктор і професор низки університетів. Очолював Асоціацію радянських економічних наукових закладів. Голова Товариства радянсько-чехословацької дружби.
Помер 9 лютого 1969 року після важкої хвороби. Похований в Москві на Новодівочому цвинтарі.

## Нагороди
- три ордени Леніна (1953, 1962, 1968)
- орден Трудового Червоного Прапора (1944)
- орден Червоної Зірки (1945)
- медалі